# Artem Pryma
Artem Andrijowycz Pryma, ukr. Артем Андрійович Прима (ur. 30 maja 1987 w Czernihowie) – ukraiński biathlonista, dwukrotnie reprezentował Ukrainę na mistrzostwach świata w biathlonie. Zdobył złoty medal w biegu indywidualnym podczas mistrzostw europy juniorów w Osrblie. W kadrze zadebiutował w 2008 roku w zawodach Pucharu Świata w Ruhpolding.

## Osiągnięcia

### Zimowe igrzyska olimpijskie
| Rok  | Miejscowość | Konkurencje | Konkurencje | Konkurencje | Konkurencje | Konkurencje | Konkurencje | Konkurencje |
| Rok  | Miejscowość | IN          | SP          | PU          | MS          | RL          | MR          | SR          |
| ---- | ----------- | ----------- | ----------- | ----------- | ----------- | ----------- | ----------- | ----------- |
| 2014 | Soczi       | 80.         | 32.         | 44.         | –           | 9.          | –           | nd.         |
| 2018 | Pjongczang  | 46.         | 40.         | 38.         | –           | 9.          | 7.          | nd.         |
| 2022 | Pekin       | 37.         | 15.         | 18.         | 28.         | 9.          | 13.         | nd.         |

### Mistrzostwa świata
| Rok  | Miejscowość          | Konkurencje | Konkurencje | Konkurencje | Konkurencje | Konkurencje | Konkurencje | Konkurencje |
| Rok  | Miejscowość          | IN          | SP          | PU          | MS          | RL          | MR          | SR          |
| ---- | -------------------- | ----------- | ----------- | ----------- | ----------- | ----------- | ----------- | ----------- |
| 2011 | Chanty-Mansyjsk      | 25.         | –           | –           | –           | –           | –           | nd.         |
| 2012 | Ruhpolding           | 24.         | 35.         | 44.         | –           | 8.          | –           | nd.         |
| 2013 | Nové Město na Moravě | 47.         | 41.         | 136.        | –           | dsq.        | –           | nd.         |
| 2015 | Kontiolahti          | 4.          | 62.         | –           | –           | 9.          | –           | nd.         |
| 2016 | Oslo                 | –           | 22.         | 32.         | –           | –           | –           | nd.         |
| 2017 | Hochfilzen           | –           | –           | –           | –           | 6.          | –           | nd.         |
| 2019 | Östersund            | –           | –           | –           | –           | 12.         | 7.          | –           |
| 2020 | Anterselva           | 36.         | 25.         | 24.         | 20.         | 12.         | 5.          | –           |
| 2021 | Pokljuka             | 9.          | 20.         | 8.          | 21.         | 5.          | 4.          | 4.          |
| 2023 | Oberhof              | –           | 44.         | 39.         | –           | 13.         | –           | –           |
| 2024 | Nové Město           | 62.         | 60.         | dns.        | –           | 13.         | 7.          | –           |

### Mistrzostwa świata– szczegółowo
| Miejsce | Dzień   | Rok  | Miejscowość     | Konkurencja         | Strzelanie | Czas biegu    | Strata      | Zwycięzca       |
| ------- | ------- | ---- | --------------- | ------------------- | ---------- | ------------- | ----------- | --------------- |
| 25.     | 8 marca | 2011 | Chanty-Mansyjsk | bieg indywidualny   | 2          | 51:55,3 min   | +3:25,4 min | Tarjei Bø       |
| 35.     | 3 marca | 2012 | Ruhpolding      | sprint              | 1          | 26:02.3 min   | +1:43.7 min | Martin Fourcade |
| 44.     | 4 marca | 2012 | Ruhpolding      | bieg pościgowy      | 3          | 37:17.0 min   | +3:37.6 min | Martin Fourcade |
| 24.     | 6 marca | 2012 | Ruhpolding      | bieg indywidualny   | 2          | 49:25.4 min   | +2:37.2 min | Jakov Fak       |
| 8.      | 9 marca | 2012 | Ruhpolding      | sztafeta 4 × 7,5 km | 0+9        | 1:19:53,6 min | +2:26,8 min | Norwegia        |

### Mistrzostwa świata juniorów
| Rok  | Miejscowość | Miejsce | Konkurencja       |
| ---- | ----------- | ------- | ----------------- |
| 2007 | Martell     | 37.     | bieg indywidualny |
| 2007 | Martell     | 5.      | sprint            |
| 2007 | Martell     | 20.     | bieg pościgowy    |
| 2007 | Martell     | 5.      | sztafeta          |

### Puchar Świata

#### Miejsca w klasyfikacji generalnej
| Sezon     | Miejsce |
| --------- | ------- |
| 2010/2011 | 74.     |
| 2011/2012 | 46.     |
| 2012/2013 | 58.     |
| 2013/2014 | 53.     |
| 2014/2015 | 53.     |
| 2015/2016 | 42.     |
| 2016/2017 | 37.     |
| 2017/2018 | 45.     |
| 2018/2019 | 35.     |
| 2019/2020 | 23.     |
| 2020/2021 | 33.     |
| 2021/2022 | 70.     |
| 2022/2023 | 39.     |
| 2023/2024 | 58.     |